# لارنتة مباركة
لارنتة مباركة (الاسم العلمي:Larentia benedicta) هي نوع من الحشرات تتبع جنس اللارنتة من الفصيلة الأرفية.